# Monos recolectores de azafrán

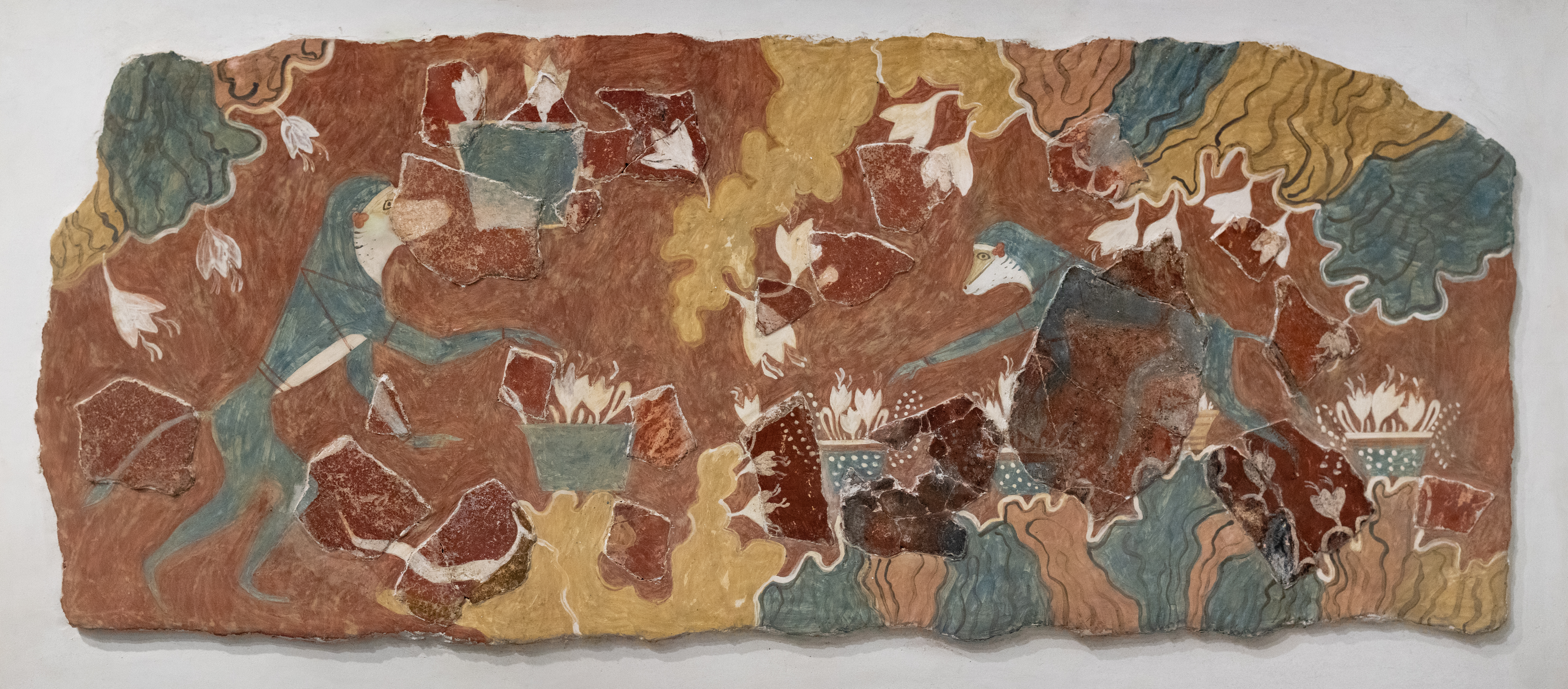
Reconstrucción del Museo Arqueológico de Heraclión

Monos recolectores de azafrán es el título que se le ha dado a una pintura mural de la civilización minoica cuyos fragmentos fueron hallados en una zona del llamado «torreón del norte» del palacio de Cnoso. Los fragmentos originales se conservan en el Museo Arqueológico de Heraclión, donde también se muestra una reconstrucción de la obra.

## Cronología
Se estima que esta pintura es del periodo minoico medio IIIA, aunque Arthur Evans lo asignó a un periodo anterior y autores como Mark Cameron y Sara Immerwahr a periodos posteriores. La datación no está exenta de problemas estratigráficos dado que en la misma zona fueron halladas tablillas de lineal B, que supuestamente pertenecen al periodo de la destrucción final del palacio pero los fragmentos pictóricos pueden proceder de un estrato inferior. Los principales argumentos que apoyan la datación del MM IIIA son comparaciones de determinados elementos del fresco con representaciones en recipientes de cerámica datadas en dicha época.
Los monos fueron representados en diversas pinturas de la cultura minoica (dos en Cnoso, cuatro en Acrotiri, además de otros representados en la glíptica), pero hay que tener en cuenta ciertas diferencias que pueden haberse debido a su diferente cronología. En este contexto, el fresco de los monos recolectores de azafrán es la pintura mural más antigua con este tema.

## Descripción

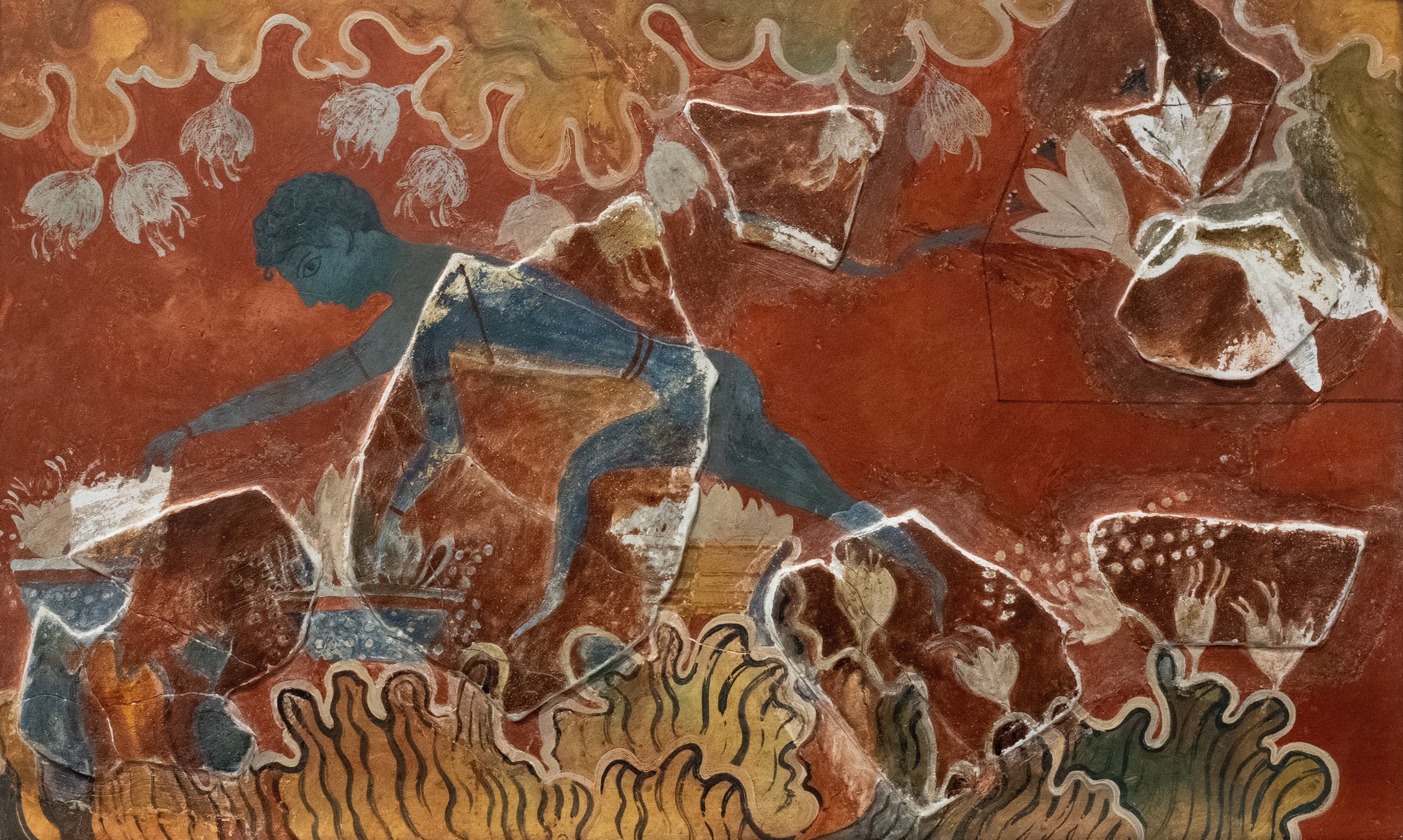
Propuesta de reconstrucción inicial

Durante las excavaciones que Arthur Evans llevó a cabo en el año 1900 fueron hallados ocho fragmentos de este fresco. Posteriormente se identificaron otros fragmentos de esta misma obra.
Inicialmente se denominó como Recolector de azafrán puesto que se reconstruyó, a propuesta de Arthur Evans, como si fuera un niño pero después de otros estudios, el arqueólogo Nikolaos Platón dedujo que dicha reconstrucción había sido un error y que en realidad era la figura de un mono azul en lugar del niño. Esta nueva propuesta fue plasmada por el pintor Tomás Fanourakis. Otra de las propuestas de reconstrucción más recientes es la del investigador Mark Cameron, que contó con la ayuda de la identificación de otros fragmentos adicionales del fresco y dividió la escena en tres partes separadas.
Teniendo en cuenta las reconstrucciones propuestas, se puede concluir que la pintura mostraba a tres monos azules en diferentes poses, en un paisaje con fondo rojo. Los monos parecen interactuar con flores de azafrán pero no interactúan entre sí. Uno de ellos parece estar en posición horizontal. Tienen pintado de amarillo el área alrededor de los ojos, las orejas son rojas, el vientre es blanco y el resto es azul. Da la sensación de que llevan una especie de arnés rojo, aunque también se ha dudado de que el elemento sea un arnés: podría ser un adorno ceremonial o algún tipo de vestimenta. Aparte de los azafranes que brotan de las rocas, sobre el fondo rojo, otras flores de azafrán crecen dentro de vasijas. La presencia de los arneses se ha comparado con imágenes de representaciones glípticas donde también aparecen esos elementos.

## Interpretaciones

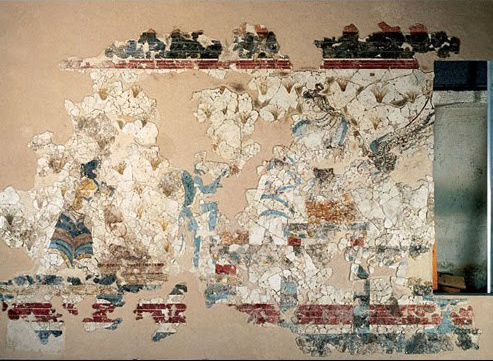
Fresco de Acrotiri donde un mono azul parece estar ofreciendo azafrán a una diosa.

Dentro de las interpretaciones que se ha dado a la escena, se ha sugerido que los monos podrían estar entrenados para recolectar flores de azafrán, en un contexto de algún tipo de rito religioso. La presencia de vasijas donde crece el azafrán y de los arneses en torno al cuerpo de los animales indica presencia de factor humano, por lo que probablemente los monos no estén en un entorno natural sino en un jardín. Por otra parte, se han señalado paralelismos con una representación de la glíptica donde aparece un mono que ofrenda flores de azafrán de una canasta a una divinidad y también con otra pintura de Acrotiri donde un mono ofrece azafrán a una diosa. El detalle de que las orejas sean rojas se ha relacionado con la circunstancia de que la joven sacerdotisa de un fresco de la casa 5 de acrotiri también tiene la oreja roja, por lo que se ha pensado que el rojo de las orejas sería un adorno especial para actividades ceremoniales y que los monos podrían ser sirvientes divinos como la sacerdotisa.
Puesto que los artistas que los pintaron habían visto monos o su imagen procedía de otras personas que los habían visto, se ha tratado de identificar la especie concreta de estos animales. Así, se supone que se trataba de babuinos, una especie que tiene un hocico muy característico y que no suele trepar a los árboles, a diferencia de otros monos de algunos murales de Acrotiri que probablemente representen a monos vervet. En todo caso ambas procederían del norte de África. Con respecto al color azul que aparece en los frescos, este es diferente del color que tienen estos animales en realidad. Los investigadores creen que esto pudo ser así bien porque en esta antigua cultura se representaban en azul diferentes tonos de un amplio espectro de colores al que pertenecían el verde y el gris —asimismo representaban en azul algunos peces que en realidad debían ser más bien grises—, o bien porque el azul era considerado un color sagrado.